# Jessica Dickons
Jessica Dickons (ur. 17 sierpnia 1990 w Stockton-on-Tees) – brytyjska pływaczka, specjalizująca się głównie w stylu motylkowym.
Brązowa medalistka mistrzostw świata na krótkim basenie z Manchesteru na 200 m stylem motylkowym. Dwukrotna brązowa medalistka mistrzostw Europy na krótkim basenie na 200 m delfinem. Mistrzyni Uniwersjady w wyścigu na 200 m motylkiem.